# (65100) Birtwhistle
(65100) Birtwhistle est un astéroïde de la ceinture principale.

## Description
(65100) Birtwhistle est un astéroïde de la ceinture principale. Il fut découvert le 8 février 2002 à Fountain Hills (Arizona) par Charles W. Juels et Paulo R. Holvorcem. Il présente une orbite caractérisée par un demi-grand axe de 3,16 UA, une excentricité de 0,08 et une inclinaison de 22,8° par rapport à l'écliptique.

## Compléments